# Transkaspiska järnvägen

Transkaspiska järnvägens sträckning i Uzbekistan

Transkaspiska järnvägen, även kallad Centralasiatiska järnvägen, inom Turkmenistan och Uzbekistan, förbinder Tasjkent över Samarkand och Buchara med Krasnovodsk vid Kaspiska havet. Längd 1 864 km. Sträckan Krasnovodsk—Samarkand byggdes 1880—88, återstoden blev färdig 1899.

Transkaspiska järnvägens sträckning i Turkmenistan

Genom Tasjkentbanan förbindes Transkaspiska järnvägen med det övriga ryska järnvägsnätet.